# Ilora Finlay, Baroness Finlay of Llandaff

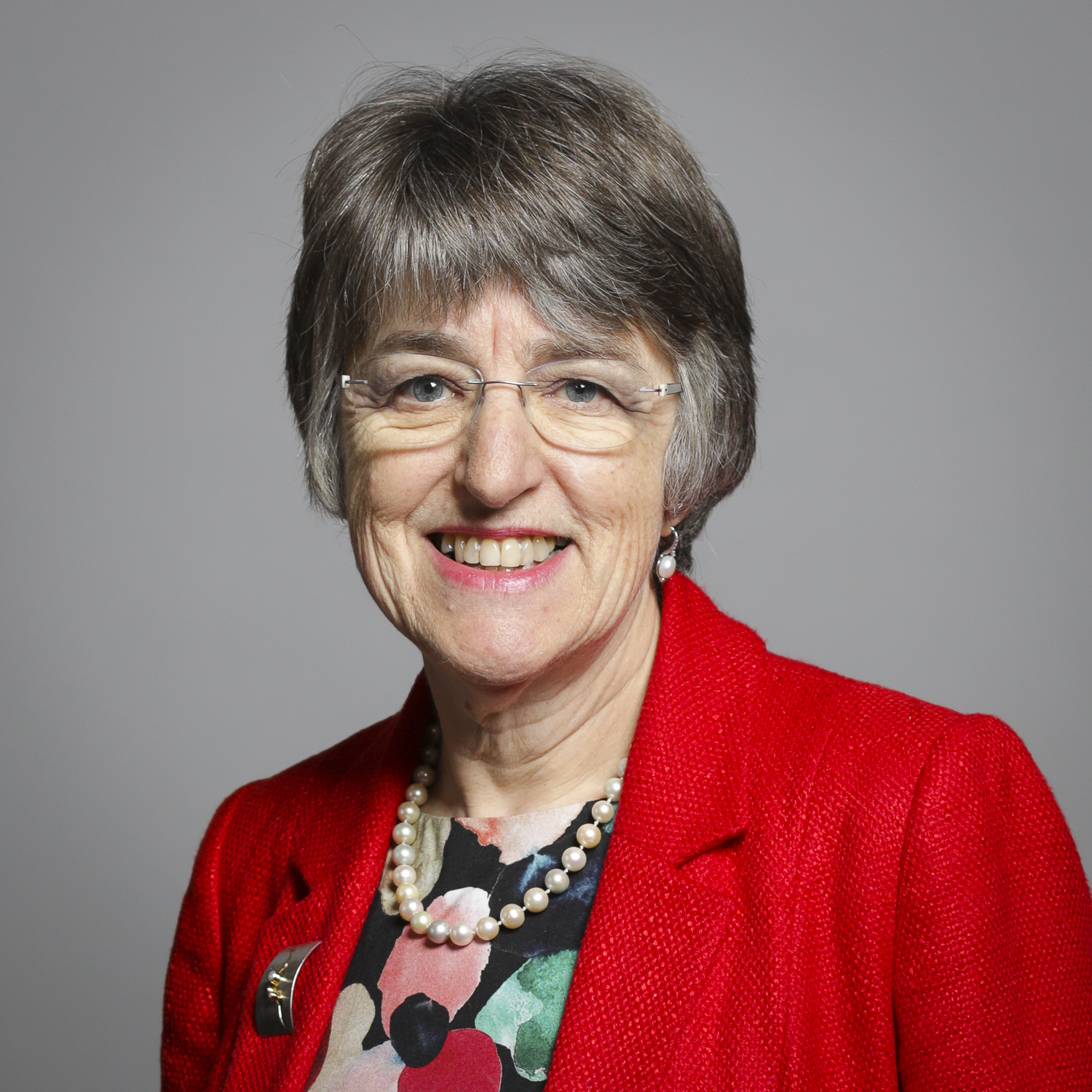
Ilora Finlay, Baroness Finlay of Llandaff

Ilora Gillian Finlay, Baroness Finlay of Llandaff (* 23. Februar 1949) ist eine britische Ärztin, Professorin der Palliativmedizin und Life Peer.

## Leben und Karriere
Finlay wurde am 23. Februar 1949 geboren. Sie zog 1976 nach Cardiff. Später lebte die Familie ein Jahr in den USA und verbrachte 5 Jahre in Glasgow. Im Anschluss kehrte sie nach Cardiff zurück.
Sie war Präsidentin der Royal Society of Medicine.
Finlay war von 1987 bis 2001 als Consultant für Palliativmedizin und medizinische Direktorin des Holme Tower Marie Curie Centre in Penarth. Seit 1993 ist sie Consultant für Palliativmedizin und Team Leader for chronic pain services am Velindre NHS Trust Oncology Centre in Cardiff. Seit 1996 ist sie Ehrenprofessorin der Palliativmedizin am College of Medicine der University of Wales (UWCM). Von 1999 bis 2004 war Finlay Vize-Dean der School of Medicine der UWCM und von 2004 bis 2005 Vize-Dean der School of Medicine der Cardiff University.
Von 1996 bis 2001 war sie assoziierte Professorin des Department of Medicine der University of Melbourne. Finlay war von 1999 bis 2001 Ehrenprofessorin der Palliativmedizin an der Ulyanovsk University. Von 2000 bis 2002 war sie Gastprofessorin am Johanna Bijtel Lehrstuhle der Reichsuniversität Groningen und seit 2004 ist sie Ehrenprofessorin der Groningen University.
Finlay war von 2002 bis 2004 Direktorin des Institute of Medical Ethics. Sie gehörte von 2002 bis 2004 dem Science Committee von Cancer Research UK an und ist seit 2002 Mitglied des Advisory Council on Misuse of Drugs Act des Home Office. Seit 2002 gehört sie dem Committee on Safety of Meds und dem Expert Advsy Panel der Executive Meds Control Agency an.
Von 1996 bis 2000 war sie Non-exec director von Gwent HA. Von 1991 bis 2003 gab sie die Zeitschrift Palliative Care Today heraus. Von 2001 bis 2008 war sie Mitglied der Redaktion von Medical Humanities. 2002 wurde sie medizinische Chefredakteurin des Journal of Evaluation in Clinical Practice, sowie Mitglied der internationalen Redaktion von Lancet Oncology.
Von 2004 bis 2007 war Finlay Präsidentin der Chartered Society for Physiotherapy, MS Cymru. Außerdem ist sie Präsidentin der Student for Kids International Projects (SKIP) und der On Smoking and Health (ASH) (Wales). Von 2006 bis 2008 war sie Präsidentin von RSM und von 2004 bis 2007 Vizepräsidentin (Vice-President) von NSPCC Cymru.
Finlay ist Mitglied der Association for Palliative Medicine of Great Britain and Ireland, BMA, Cardiff Medical Society, European Association for Cancer Education, Intractable Pain Society, International Association for the Study of Pain, Medical Women's Federation (wo sie von 2000 bis 2002 Präsidentin war), World Society of Pain Clinicians und bei der Welsh Pain Society. Sie ist Schirmherrin (Patron) des Shalom Hospice Trust. 1998 hielt sie die Sarah Davis Memorial Trust Lecture an der University of Dublin und 1999 die Dame Hilda Rose Memorial Lecture bei der Medical Women's Federation.
Finlay hielt 2003 sowohl die Dorothy Rees Memorial Lecture als auch die Annual Public Lecture an der Cardiff Law School, sowie die The Cardiff Lecture. 2009 hielt sie die Stevens Lecture an der RSM.
Finlay war Mitglied des Stakeholder Board von First Great Western von 2003 bis 2009. Seit 2007 ist sie mit dem Girls Day School Trust assoziiert.
Sie war von 2005 bis 2006 Vizepräsidentin (Vice-President) des Fund for the Memorial to the Women of World War II. Finlay ist Schirmherrin (Patron) des New Bristol Symphonia Orchestra, Cardiff and the Vale Youth Orchestra, MS Cymru und Student Volunteering Cardiff. Sie ist Mitglied des Institute of Welsh Affairs, der Wales Medico-Legal Society und der Royal Society of Arts. Von 2002 bis 2006 war sie Governor der Howell's School Llandaff GDST.
Sie ist Schirmherrin (Patron) der Wohltätigkeitsorganisationen Hospice of the Valleys in Südwales, dem Trussell Trust's foodbank network in Wales und der Motor Neurone Disease Association.
Auch ist sie Gründsfellow der Learned Society of Wales und ist Mitglied von dessen Gründungsversammlung des Beirates. 1999 erhielt sie den Healthcare IT Effectiveness Award des NHS Executive and NHS Staff College Wales.
Von 2006 bis 2007 gehörte sie dem Cancer Strategy Board der National Assembly for Wales an. Beim Gesundheitsministerium war sie Mitglied des End of Life Care Strategy Board von 2007 bis 2009. Seit 2008 gehört sie dem Palliative Care Strategy Implementation Board for Wales an.
Sie ist Direktorin der Living and Dying Well Ltd, Mitglied der UK Drugs Policy Commission, sowie Präsidentin von Multiple Sclerosis Cymru und ASH Wales. Außerdem ist sie Fellow der National Society for the Prevention of Cruelty to Children (NSPCC) und Vizepräsidentin (Vice-President) von Marie Curie Cancer Care.

## Mitgliedschaft im House of Lords
Finlay wurde am 10. Juli 2001 zum Life Peer als Baroness Finlay of Llandaff, of Llandaff in the County of South Glamorgan, ernannt. Ihre Einführung erfolgte am selben Tag. Im House of Lords sitzt sie als Crossbencher. Ihre Antrittsrede hielt sie am 2. November 2001.
Als ihre politischen Interessen nennt sie auf der offiziellen Webseite des House of Lords Karrieren von Frauen, medizinische Ethik, walisische Angelegenheiten, Gesundheit und Medizin. Als Staaten von besonderem Interesse gibt sie die Volksrepublik China (inklusive Hongkong), Frankreich, Niederlande, Polen und Spanien an.
Von 2002 bis 2004 war sie Mitglied des Cancer Research UK Science Committee. Seit 2005 ist sie stellvertretende Vorsitzende der Medical Technogy Group. Sie ist Mitglied mehrerer Sonderausschüsse (Select Committees). Seit 2002 ist sie Mitglied bei Science and Technology. Von 2004 bis 2006 war sie Mitglied der Assisted Dying for the Terminally Ill Bill und von 2005 bis 2006 der Mental Health Bill.
2003 schlug sie einen Gesetzesentwurf vor, der vorsah, in öffentlichen Gebäuden in Wales das Rauchen zu verbieten, drei Jahre bevor es schließlich dort umgesetzt wurde.
2007 brachte Finlay eine Private Members Bill ein, die zum Ziel hatte, das derzeitige System der Organspende zu ändern (from 'opt in' to 'opt out'). Der Zeitplan des Parlaments ließ nicht zu, dass der Gesetzentwurf durchkam, doch die Debatte ging weiter.
Finlay wirkte 2009 erfolgreich darauf hin, dass sich die Regierungspolitik bezüglich der Organspende änderte, um es potenziellen Organspendern zu ermöglichen, einer bestimmten Person ein Organ zukommen zu lassen.
Im März 2010 unterstützte Finlay die Sunbeds (Regulation) Bill, als diese das House of Lords erreichte. Obwohl nur wenige Wochen bis zur Unterhauswahl 2010 blieben, brachte sie Julie Morgans Private Members' Bill durch die letzten Instanzen bis zum Royal Assent.
Finlay leitet die All Party Parliamentary Group on Dying Well. Diese Gruppe von Unterhausabgeordneten und Peers wurde gegründet, um für Palliative Care zu werben und eine Legalisierung der Euthanasie abzulehnen.
2011 trat sie zur Wahl des Convener der Crossbencher an, unterlag jedoch mit 45 zu 100 Stimmen deutlich Herbert Laming, Baron Laming.
Ihre Anwesenheit liegt im mittleren Bereich der Sitzungstage.

## Ehrungen
Finlay ist Trägerin zahlreicher Ehrungen. Sie wurde 1996 und 1997 Welsh Woman of the Year.
2007 wurde sie mit dem Outstanding Achievement Charity Champion Award ausgezeichnet. Sie wurde 2008 mit dem Peer of the Year Dods & Scottish Widows Women in Public Life Awards geehrt.
Die University of Glamorgan zeichnete sie 2002 mit der Ehrendoktorwürde eines Docitor of Science (Hon DSc) aus, ebenso 2005 die University of Wales. 2002 wurde sie Honorary Fellow der Cardiff University. Dies ist sie auch beim University of Wales Institute Cardiff.
Sie ist Mitglied des Royal College of Surgeons of England seit 1972. 1974 wurde sie Doctor des Royal College of Obstetricians and Gynaecologists, im folgenden Jahr erhielt sie ein Diplom in Kinderheilkunde. 1992 wurde sie Fellow des Royal College of General Practitioners, 1981 wurde sie dort Mitglied. Finlay wurde 1999 Fellow des Royal College of Physicians, nachdem sie 1972 Lizentiat und 1997 Mitglied wurde. 2001 wurde sie Mitglied des Institute of Learning and Training und 2007 Fellow der Higher Education Academy. Außerdem ist sie Fellow der Royal Society of Medicine.
1983 wurde sie mit dem Upjohn Essay Prize des Royal College of General Practitioners geehrt. Finlay erhielt 1992 von der British Medical Association die Silver Medal Computers in Med.

## Veröffentlichungen
- mit Nigel C. H. Stott: Care of the Dying - A Clinical Handbook. Churchill Livingstone, Edinburgh 1984, ISBN 0-443-03160-6.
- Cancer Patients and their Families at Home. Resource Book, 1989, 2. Auflage. 1994.
- mit Richard Hillier: The Effective Management of Cancer Pain. Aesculapius Medical, London/San Francisco 2000, ISBN 1-903044-05-7.
- mit Martyn Evans: Medical Humanities. BMJ Books, London 2002, ISBN 0-7279-1610-6.
- mit Andrew Davies (Hrsg.): Oral Care in Advanced Disease. Oxford Univ. Press, Oxford 2005, ISBN 0-19-263243-4.